# Aquarellist (Label)
Aquarellist ist ein im Jahr 2003 gegründetes russisches Independent-Label.

## Geschichte und Ausrichtung
Das Label Aquarellist begann im Jahr 2003 mit dem Live-Album Live19082000 von Bardoseneticcube damit Alben internationaler Künstler, überwiegend aus dem Post-Industrial-Spektrum mit einem Schwerpunkt auf den Dark Ambient, zu verlegen. Mit zunehmender Aktivität erschienen auch vermehrt Interpreten des Dark Jazz über Auqarellist. Im Jahr 2017 wurde das Sublabel Dark Jazz Records für Veröffentlichungen des namensgebenden Genres initiiert.

## Künstler (Auswahl)
Aquarellist
- Aube
- Bardoseneticcube
- Côte Déserte
- Detour Doom Project
- Deutsch Nepal
- Lysn
- Muslimgauze
- Noroeste
- Povarovo
- Rapoon
- Scanner
- Somnambulist Quintet
- Troum
- Wrist

Dark Jazz Records
- Detour Doom Ensemble
- Köhnen Pandi Duo
- Manet
- Senketsu No Night Club